# Márton Vas
Márton Vas (ungarisch Vas Márton; * 2. März 1980 in Dunaújváros) ist ein ehemaliger ungarischer Eishockeyspieler und heutiger -trainer, der in Deutschland beim EHC Freiburg und den Löwen Frankfurt aktiv war. Zudem spielte er in seiner Heimat über viele Jahre beim Dunaferr SE Dunaújváros und Alba Volán Székesfehérvár. Sein jüngerer Bruder János ist ebenfalls professioneller Eishockeyspieler. Seit 2018 ist er Cheftrainer der ungarischen U20-Nationalmannschaft.

## Karriere
Márton Vas begann seine Karriere als Eishockeyspieler in der Jugend von Dunaferr SE Dunaújváros, für dessen Profimannschaft er von 1996 bis 2006 in der ungarischen Eishockeyliga aktiv war. In dieser Zeit gewann der Angreifer dreimal die nationale Meisterschaft und sechsmal den nationalen Pokal mit seiner Mannschaft. Des Weiteren wurde der Linksschütze sechsmal Vizemeister mit Dunaferr SE Dunaújváros. Im Sommer 2006 wechselte er schließlich zum Briançon Alpes Provence Hockey Club in die französische Ligue Magnus. Mit Briançon wurde er 2008 und 2009 jeweils Vizemeister und stand im gleichen Zeitraum zweimal im Finale der Coupe de la Ligue.
Zur Saison 2009/10 kehrte Vas in seine Heimat zurück und unterschrieb einen Vertrag bei Alba Volán Székesfehérvár, für das er seither parallel in der Österreichischen Eishockey-Liga und der ungarischen Eishockeyliga spielte. 2010, 2011 und 2012 wurde er mit Alba Volán Ungarischer Meister. 2013 wechselte er nach Deutschland zu den Löwen Frankfurt, mit denen er gleich in der ersten Saison in die DEL2 aufstieg. Nachdem er die Spielzeit 2015/16 beim SHC Fassa in der italienischen Serie A verbracht hatte, kehrte er im Sommer 2016 in die DEL2 zurück, wo er für den EHC Freiburg auf dem Eis stand.
2017 beendete er seine Karriere im Alter von 37 Jahren. Bei der 2019 stieg er als Cheftrainer mit der Ungarischen U20-Auswahl ungeschlagen von der B- in die A-Gruppe der Division I auf.

### International
Für Ungarn nahm Vas im Juniorenbereich an der U20-Junioren-C-Weltmeisterschaft 2000 und der U20-Junioren-B-Weltmeisterschaft 1999 teil.
Im Seniorenbereich stand Vas im Aufgebot seines Landes bei den Weltmeisterschaften der Division I 2001, 2003, 2004, 2005, 2006, 2007, 2008, als er drittbester Scorer nach seinen Landsleuten Balázs Ladányi und Krisztián Palkovics war, 2010, 2011, 2012, 2013, 2014 und 2015. Er gehörte zudem der ungarischen Mannschaft an, die bei der Weltmeisterschaft 2009 erstmals nach 70 Jahren wieder in der höchsten Klasse der Weltmeisterschaften spielte, aber den sofortigen Wiederabstieg nicht vermeiden konnte. 2014 wurde er nicht als Center, sondern als Verteidiger eingesetzt und als solcher in das All-Star-Team des Turniers der A-Gruppe der Division I gewählt. Durch seinen Ausgleichstreffer zum 4:4 kurz vor Schluss der regulären Spielzeit und den verwandelten Penalty im entscheidenden Penaltyschießen gegen Japan vereitelte er bei diesem Turnier den Aufstieg der Ostasiaten in die Top-Division. Ein Jahr später führte er die Magyaren als Mannschaftskapitän sechs Jahre nach dem Abstieg zum Wiederaufstieg in die Top-Division, in der er dann 2016 zum zweiten Mal nach 2009 spielte.
Außerdem nahm er an der Olympiaqualifikation für die Spiele in Turin 2006, in Vancouver 2010, in Sotschi 2014 und in Pyeongchang 2018 teil.
Auch im Inlinehockey war Vas für sein Heimatland aktiv und nahm an der Weltmeisterschaft 2008, bei der die Ungarn Platz 14 unter 16 Mannschaften belegten, teil.

## Erfolge und Auszeichnungen
- Ungarischer Meister: 1998, 2000, 2002 mit Dunaferr SE Dunaújváros; 2010, 2011, 2012 mit Alba Volán Székesfehérvár
- Ungarischer Vizemeister: 1997, 1999, 2001, 2003, 2004, 2005 mit Dunaferr SE Dunaújváros
- Ungarischer Pokalsieger: 1998, 2000, 2001, 2002, 2003 und 2004 mit Dunaferr SE Dunaújváros
- Gewinn des Gábor-Ocskay-Gedenkturnier: 2009, 2010, 2011 mit Alba Volán Székesfehérvár
- Französischer Vizemeister: 2008, 2009 mit Briançon Alpes Provence Hockey Club
- 2. Platz Coupe de la Ligue: 2008, 2009 mit Briançon Alpes Provence Hockey Club

### International
- 2008 Aufstieg in die Top-Division bei der Weltmeisterschaft der Division I, Gruppe B
- 2014 All-Star-Team der Weltmeisterschaft der Division I, Gruppe A
- 2015 Aufstieg in die Top-Division bei der Weltmeisterschaft der Division I, Gruppe A

## EBEL-Statistik
(Stand: Ende der Saison 2012/13)